# Kathedraal van Jakarta
De kathedraal van Jakarta (Bahasa Indonesia: Gereja Katedral Jakarta), officieel heet het Santa Maria Pelindung Diangkat Ke Surga naar de oorspronkelijk Nederlandse naam De Kerk van Onze Lieve Vrouwe ten Hemelopneming, is een groot katholiek kerkgebouw in de Indonesische stad Jakarta. De kerk staat in het stadsdeel Sawah Besar in Centraal-Jakarta.

## Geschiedenis
De eerste plannen voor een rooms-katholieke kerk in Batavia werden gemaakt rond 1825 door Commissaris-Generaal Du Bus de Gisignies. De voormalige residence van Commissaris-Generaal de Kock in Weltevreden werd verbouwd tot kerk. Het gebouw werd in 1859 gerenoveerd, maar stortte in 1890 deels in elkaar.
Het ontwerp voor de nieuwe kerk was gemaakt door hulp-pastoor Antonius Dijkmans in 1890. Deze werd door architect Marius Hulswit en in samenspraak met Dijkmans aangepast. De spitsen van de twee torens werden door Hulswit vervangen door gietijzeren exemplaren om kosten te besparen en het bouwen te vereenvoudigen. Op 16 januari 1899 werd de eerste steen van de kerk gelegd en twee jaar later was de bouw voltooid en kon de kerk op 21 april 1901 worden ingewijd. De kerk is gebouwd in neogotische stijl met enkele romaanse motieven zoals bijvoorbeeld de rondbogen onder de gaanderij. Het gebouw heeft de vorm van een kruis met een middenschip en dwarsschip die ieder 10 meter breed zijn. Het gewelf sterkt zich uit tot een hoogte van 17 meter. Op het dak van het dwarsschip bevindt zich een angelustoren met een hoogte van 45 meter. De twee torens aan de voorzijde, die van elkaar verschillen in detaillering en vorm, zijn beiden 60 meter hoog. De noordelijke toren symboliseert de 'kracht' en de zuidelijke toren symboliseert 'vrede'. De glas-in-loodramen zijn afkomstig van het atelier Van Nicolas uit Roermond. De kerkmeubels komen van Buitenzorg waar ze onder het toeziend oog van Hulswit in de werkplaats van het Vincentiusinstituut zijn gemaakt.
Een gevelsteen vermeldt: Marius Hulswit, Architectus. Erexit me 1899-1901. Wat betekent: De architect Marius Hulswit heeft mij gebouwd tussen 1899 en 1901.
De kosten bedroegen 628.000 guldens. De Kerk van Onze Lieve Vrowe ten Hemelopneming aan het toenmalige Waterlooplein werd ingezegend op 21 april 1901 door pastoor Edmundus Sybrandus Luypen. In 1984 is de kerk gerestaureerd door Han Awal. De tegenwoordige naam is Santa Maria Pelindung Diangkat Ke Surga.

## Afbeeldingen

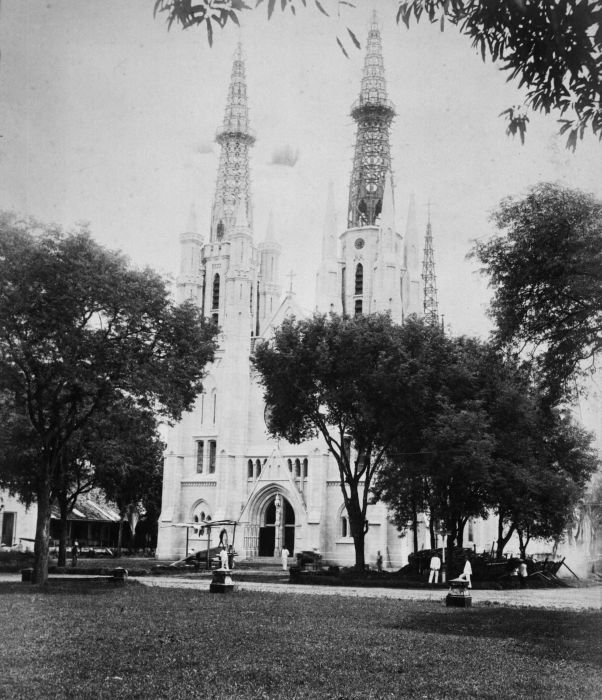
De kathedraal in 1901.
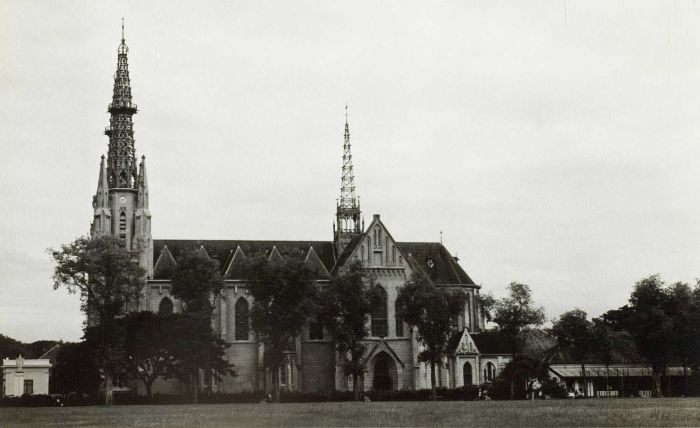
De kathedraal in de jaren 50 van de 20e eeuw
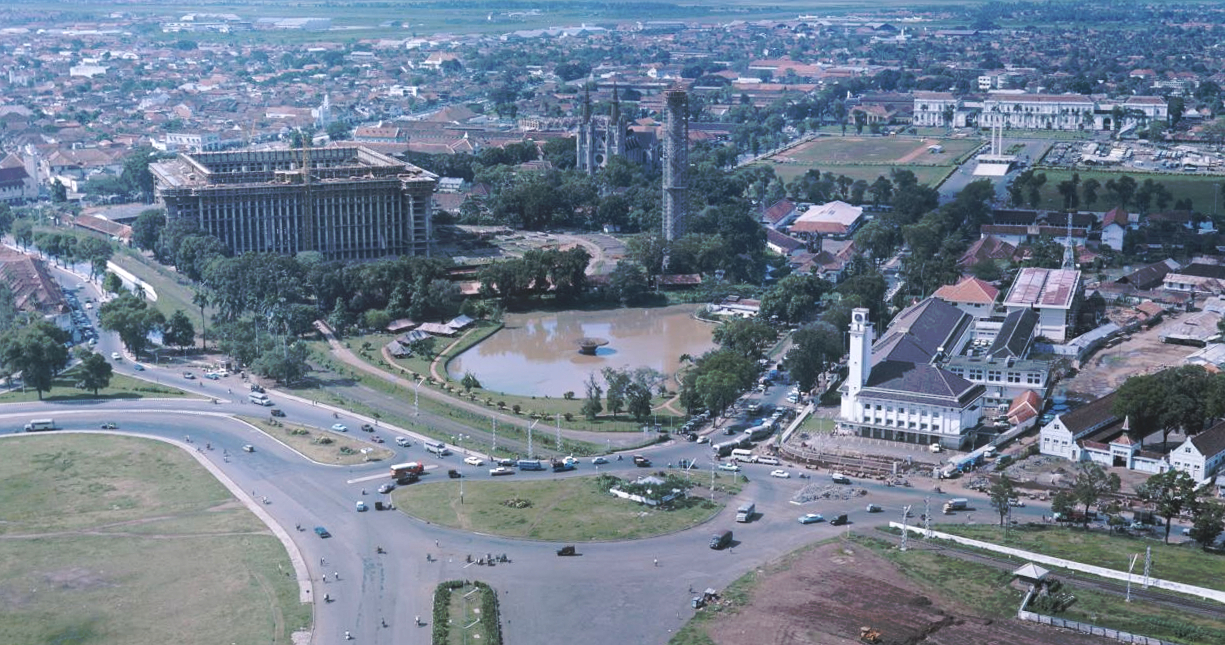
Luchtopname in het naoorlogse Jakarta
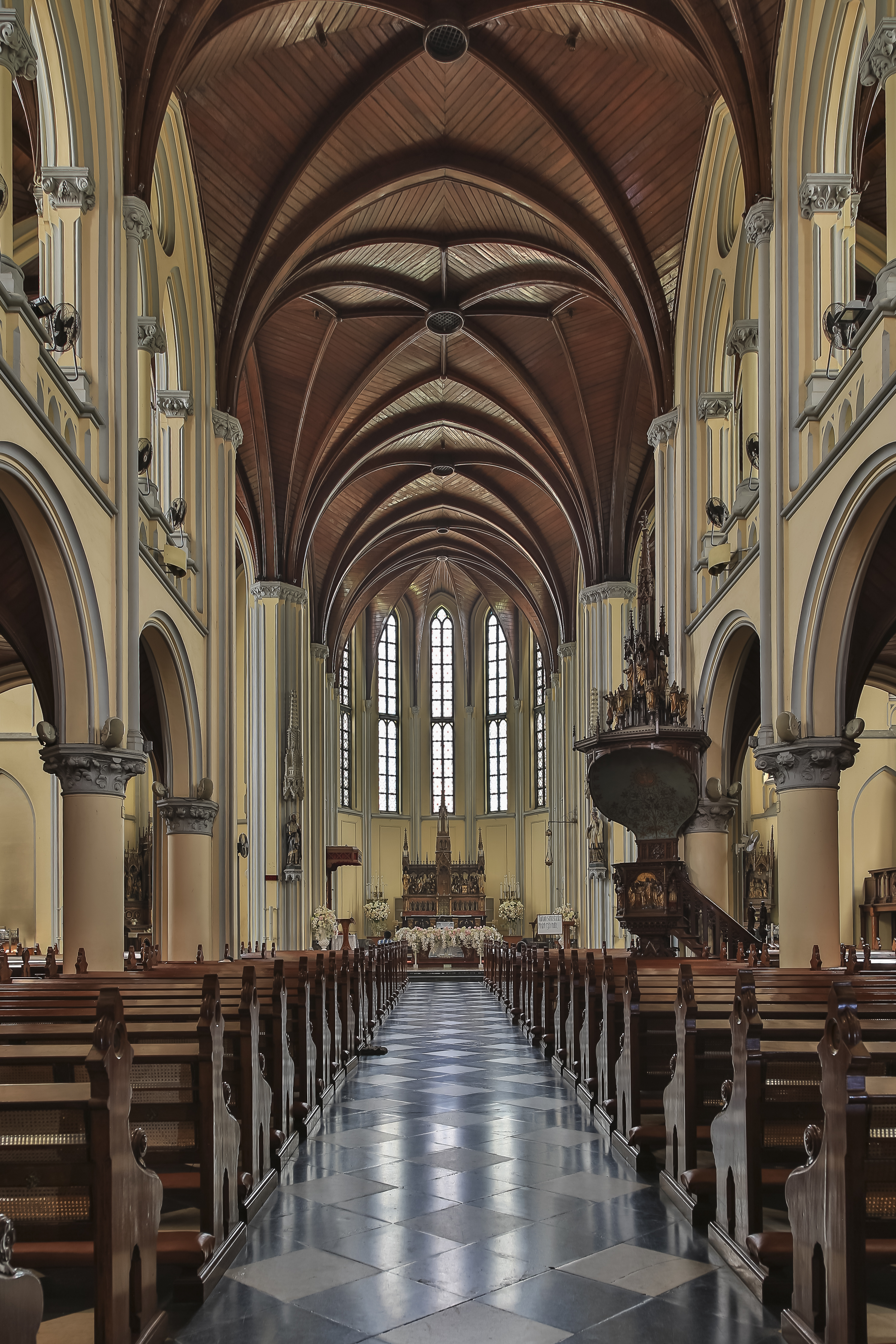
Binnenzijde van de kathedraal, in 2015.